# NGC 2508
NGC 2508 is een elliptisch sterrenstelsel in het sterrenbeeld Kleine Hond. Het hemelobject werd op 23 januari 1784 ontdekt door de Duitse astronoom William Herschel.

## Synoniemen
- UGC 4174
- MCG 2-21-4
- ZWG 59.18
- PGC 22528